# 二川ダム
二川ダム（ふたがわダム）は、和歌山県有田郡有田川町二川字東大谷川向、二級河川有田川水系有田川に建設されたダムである。

## 沿革
- 建設経緯に関しては紀州大水害参照。

## ダム湖畔
- 二川ダムまでの道路と湖畔に続く桜並木が行楽客で賑わう。
- 蔵王橋（歩道橋）が湖畔にかかっている。
- 下流には二川温泉がある。
- 上流には道の駅あらぎの里、道の駅しみずがある。

## 交通
- 国道480号がダム本体より並行する。
- 和歌山県道182号境川金屋線が架橋する。